# سو دراهايم
كانت سو دراهايم (Sue Draheim) (/[invalid input: 'su:  ˈ']drɔː.haɪm/  ') عازفة كمان شعبية أمريكية؛ اشتهرت في دوائر الموسيقى الشعبية الأمريكية والبريطانية. ولدَت في 17 أغسطس 1949 في مدينة أوكلاند (Oakland)
في ولاية كاليفورنيا وتوفيت في 11 أبريل 2013 في مدينة بيريا (Berea) في ولاية كينتاكي. ولقد سجلَت في حياتها أكثر من 40 ألبوماً مع عدَّة فرق موسيقى شعبية مختلفة.

ابتدأت دراهايم تعلّم عزف الكمان في مدرستها الابتدائية وعمرها 8 سنوات.
وقد ركّزت على النوع الكلاسيكي لمدة 10 سنوات حتى انتقلت من مسقط رأسها إلى بيت معروف عند موسيقيين في المنطقة بـ «كولْبي ستْريت» ("Colby Street") نسبة لشارع اسمه «كولْبي».

وكان انتقالها إلى «كولْبي ستْريت» يمثّل دخولها لأول مرّة لعالم موسيقى الكمان غير الكلاسيكية، فكان معظم الذين عاشوا وعزفوا هناك مهتمين بالموسيقى الشعبية الجبلية الأمريكية من منطقة جبال الأبالاش. إضافة لذلك تعلمَت سو دراهايم عدّة أنواع أخرى من الموسيقى منها الهندية الشمالية الكلاسيكية التي درسَتها على يد الأستاذ العظيم علي أكبر خان في كلية الموسيقى التابعة له في كاليفورنيا والنوع النورويجي الشعبي مع كمانجة «هارْدانْغَر» ("Hardanger") التي لها 8 أوتار.
وفي عام 1968 شكلَت سو دراهايم مع آخرين فرقة سموها «فرقة أوتار الهدوء الجديدة للدكتور هومْبيد ومعرض الدواء» ("Dr. Humbead's New Tranquility String Band and Medicine Show").
وما تزال توجد على الإنترنت تسجيلات بعض أغنيات هذه الفرقة التي سُجلَت خلال حفلتهم في مهرجان «فولك» في كلّية ولاية كاليفورنيا بـسان دييغو (San Diego) في عام 1969.
وخلال إقامتها في «كولبي ستريت» بدأت دراهايم عزف الموسيقى الشعبية البريطانية والإيرلندية أيضاً. وكان انتقالها إلى بريطانيا في عام 1970 نتيجة اهتمامها بهذا النوع من الموسيقى.

وعاشت دراهايم في بريطانيا لمدة 7 سنوات وفي هذه الفترة إزدادت شهرة بحيث أعتبرها الصحفي النمساوي ريكارْد شوبيرْت (Richard Schuberth) «من كريم دو لا كريم في ميدان الموسيقى» الفولك ـ روك«البريطانية».
 انضمَّت إلى فرقة فلكلورية ـ روك لـ جون رانبورن (John Renbourn) في عام 1970 وسجلَت ألبوم فارو آني (Faro Annie) كما سجلَت معه ألبوم ثاني بعنوان آ مايْد إنْ بادلام (A Maid in Bedlam) في عام 1977. وفي عام 1972 بدأَت سو دراهايم عزف كمانها في فرقة آلْبِيُون (Albion) الشعبية التي صنّفها الصحفي وناقد الموسيقى الإسباني آنْتونِيو مانْداز (Antonio Méndez) «موسيقى بريطانية تقليدية مع تشريب كهربائي». وعزفَت دراهايم وهذه الفرقة في بث حيّ على راديو بي بي سي في برنامج خاص للموسيقيين الجدد متوقع لهم النجاح. ومع أنَّ الفرقة لم تكن معروفة حينذاك إلا أنَّها أصبحت مشهورة رويداً رويداً بعد ذلك نتيجة لبثها الحيّ.
لكنها لم تتقيد بعزف فولك ـ روك فقط فسجّلَت في عام 1972 ألبوم رايْت ناوْ (Right Now) الذي مثّل خلطة من أصناف الموسيقى المتعددة المختلفة منها الهندية وجاز وفولك وبلوز. كما أنّها قد سجّلت في نفس العام ألبوماً للأغنيات الفلكلورية التقليدية مع المطرب الإسكتلندي مارك آلينْغْتون (Marc Ellington). إضافة لذلك لقد عزفَت سو دراهايم كمانها في ألبوم سوليد آيْر  (Solid Air) في عام 1973 مع عازف الإيتار البريطاني جون مارْتين (John Martyn) الذي قيل عنه إنه «يجعل الحدود غير واضحة بين فولك وجاز وروك وبلوز».
ومع أنّ اهتمامها الرئيسي كان في الموسيقى الشعبية فلم يخلو اهتمامها بالموسيقى الكلاسيكية وكانت عضوة لفرقة سيمفونية ببيركيلي (Berkeley Symphony Orchestra) والفيلهارمونية النسائية بالمنطقة الخليجية (Bay Area Women's Philharmonic) وجوقة موسيقى الحجرة التابعة لجامعة كاليفورنيا ببيركيلي (University of California at Berkeley Chamber Chorus). ووصفَتها ملحّنة وعازفة التشيلو غايل آلكوك (Gael Alcock) «كمانجية فائقة المهارة».

## وصلات خارجية
- سو دراهايم على موقع ميوزك برينز (الإنجليزية)
- سو دراهايم على موقع أول ميوزيك (الإنجليزية)
- سو دراهايم على موقع ديسكوغز (الإنجليزية)